# The Strange Case of Dr. Jekyll and Mr. Hyde (film 2006)
The Strange Case of Dr. Jekyll and Mr. Hyde è un film diretto da John Carl Buechler, adattamento dell'omonimo racconto di Robert Louis Stevenson ambientato in tempi moderni anziché nell'Inghilterra Vittoriana.

## Trama
Il Dottor Henry Jekyll studiando le nanotecnologie in medicina crede di esser riuscito a scoprire una cura rivoluzionaria contro le malattie cardiovascolari. Essendo a corto di fondi decide di sottoporre sé stesso all'esperimento farmaceutico per verificare i risultati ottenuti. Gli effetti della medicina sul dottore però gli procurano una sorta di disturbo di personalità multipla facendo nascere la sua manifestazione negativa: Edward Hyde, ciò causerà l'alternanza delle due entità. Costui, essere dall'aspetto ripugnante, è artefice di uccisioni, mutilazioni e violenze carnali su studentesse del vicino campus universitario. La polizia indaga sui crimini senza però ottenere risultati, mentre il dottore, sentendosi terribilmente in colpa per le azioni della sua seconda personalità, cerca di risarcire le famiglie delle vittime. Durante una cena l'amico di Jekyll, Dennis Lanyon, vede il suo collega trasformarsi in Hyde davanti ai suoi occhi rivelando la doppia personalità del dottore. Jekyll cerca di consegnarsi alla polizia ma ciò non gli è permesso da Hyde. Dunque decide di suicidarsi saltando dal tetto dell'ospedale per assicurarsi che Hyde non possa mai più ferire qualcuno.

## Produzione
Il film è stato prodotto con un budget di 750.000 dollari.